# 布佐 (美浦村)
布佐（ふさ）は、茨城県稲敷郡美浦村の大字。郵便番号300-0427。

## 地理
北は舟子、東は木原、南東は受領、南は土屋、南西は阿見町君島、西は阿見町石川に隣接している。

## 人口
2017年（平成29年）4月1日現在の人口は以下の通りである。
| 地域     | 人口  |
| -------- | ----- |
| 布佐南部 | 314人 |
| 布佐東部 | 54人  |
| 布佐西部 | 59人  |
| 計       | 427人 |

## 交通

### 道路
- 国道
  - 国道125号
- 主要地方道
  - 茨城県道68号美浦栄線